# 梯度迴訊
梯度迴讯（gradient echo），是一种磁共振訊號來源方式，利用到激發後的梯度磁場的極性反轉，當兩個極性對時間積分的面積相銷時，迴訊則達到最高峰。使垂直主磁場的橫平面上的磁化向量分量（簡稱「橫磁向量」）重新靠攏的過程稱為「聚焦」。

## 機制
在射頻激發之後，熱平衡態的磁化向量（磁向量）M0部分或全部被翻轉到垂直主磁場的橫平面上，產生了自由感應衰減（FID）這種訊號。若加上額外的梯度磁場第一葉{\displaystyle G_{1}\,}，其訊號衰減會變得更快，因為外加梯度磁場的存在，使得不同位置的橫磁向量又額外多了相位差異，這因素加了進來使得橫磁向量的向量和更快變小，即造成訊號強度。梯度迴訊的產生，是額外再加上一個與前者相反極性的梯度磁場第二葉{\displaystyle G_{2}\,}，其作用影響可以抵銷掉{\displaystyle G_{1}\,}，隨著時間抵銷越來越多，當積分面積{\displaystyle \int G_{2}dt=-\int G_{1}dt}時，可以發現自旋訊號強度達到最高峰。
整段過程訊號慢慢回覆，到達最高峰，再慢慢消逝；相對於自由感應衰減是一激發就出現的反應訊號，其與激發當下隔了一段時間，像個迴音（echo）一樣，而其又來自於梯度反轉，故稱為「梯度迴訊」。

## 與自旋迴訊的比較
梯度迴訊與自旋迴訊相較，可以列出以下幾個點：
- 顧名思義，梯度迴訊是利用梯度磁場反轉方式達成聚焦；自旋迴訊（或更貼切的：射頻迴訊）是利用射頻脈衝達成聚焦。
- 若用操場上的跑者來比喻跑得有快有慢的自旋，精神上：
  - 「自旋迴訊」採用的射頻脈衝可以將快的跑者與慢的跑者所在位置互換，但跑的方向不變，則快的跑者漸漸會追上慢的跑者而靠攏在一起，成了迴訊的最高峰。
  - 「梯度迴訊」採用的梯度磁場反轉的方式，像是要求跑者在某個時間點反向跑，但此時因快而領先的跑者此時反而成了落後，慢的跑者反之；最後快的跑者追回慢的跑者而靠攏在一起，成了迴訊的最高峰。
- 對於由主磁場不均勻等因素造成的離共振：
  - 自旋迴訊的射頻脈衝聚焦有能力將離共振造成的自旋訊號喪失恢復。
  - 梯度迴訊則沒有辦法。因為梯度迴訊能聚焦的，是由梯度磁場的第一葉所造成的旋進速率有快有慢。因為此一外加梯度，使得同一個體素內的自旋會因位置不同而旋進速率不同，造成向量和變小而訊號降低；給予極性相反的梯度第二葉不過是把第一葉的影響給打消，而能解除先前梯度第一葉的影響。但對於因主磁場不均勻造成旋進快慢而導致的失相與訊號喪失，則無能為力。

## 其他意涵
梯度迴訊也是一大類磁振脈衝序列的總稱，可稱為「梯度迴訊磁振脈衝序列」，包括了「終了橫磁向量破壞型梯度迴訊造影」、「穩定態自由旋進造影」、「平衡梯度磁場穩定態自由旋進造影」三大類。一般狹義的「梯度迴訊磁振脈衝序列」指的是「終了橫磁向量破壞型梯度迴訊造影」。
此三大類商用名稱列如下表：

### 商用磁振脈衝序列名稱
| 梯度迴訊磁振脈衝序列 |                                                                  |                                            |                                                                                |                                                                 |                                                                                 |
| 學界分類             | 終了橫磁向量破壞類型 Spoiled Gradient Echo                       | 終了橫磁向量破壞類型 Spoiled Gradient Echo | (非平衡梯度磁場)穩定態自由旋進類型 Steady-State Free Precession                | (非平衡梯度磁場)穩定態自由旋進類型 Steady-State Free Precession | 平衡梯度磁場穩定態自由旋進類型 Balanced Steady-State Free Precession (bSSFP)    |
| 學界分類             | 一般型                                                           | 快速型 (磁化準備、極小角度激發、短TR)      | 類自由感應衰減型                                                               | 類迴訊型                                                        | 平衡梯度磁場穩定態自由旋進類型 Balanced Steady-State Free Precession (bSSFP)    |
| 西門子公司           | FLASH Fast Imaging using Low Angle Shot 利用小角度激發之快速造影 | TurboFLASH Turbo FLASH 加快版FLASH         | FISP Fast Imaging with Steady-state Precession 利用穩定態旋進之快速造影        | PSIF Reversed FISP FISP反寫                                     | TrueFISP True FISP 真實FISP                                                     |
| 奇異公司             | SPGR Spoiled GRASS 橫磁向量破壞型GRASS                           | FastSPGR Fast SPGR 快速SPGR                | GRASS Gradient Recall Acquisition using Steady States 利用穩定態之梯度回召取像 | SSFP Steady State Free Precession 穩定態自由旋進                | FIESTA Fast Imaging Employing Steady-state Acquisition 運用穩定態取像之快速造影 |
| 飛利浦公司           | T1 FFE T1-weighted Fast Field Echo T1權重型快速場迴訊            | TFE Turbo Field Echo 加快版場迴訊          | FFE Fast Field Echo 快速場迴訊                                                 | T2-FFE T2-weighted Fast Field Echo T2權重型快速場迴訊           | b-FFE Balanced Fast Field Echo 平衡型快速場迴訊                                 |

## 外部連結
- （英文）ReviseMRI.com -- Turbo Gradient Echo
- ［http://www.chinanmr.cn （页面存档备份，存于） 核磁共振网］